# Dan Schneider
Daniel James Schneider, född 14 januari 1966 i Memphis i Tennessee, är en amerikansk TV-producent, manusförfattare och skådespelare. Han är ordförande för TV-produktionsbolaget Schneiders Bakery.

## Film
- Making the Grade
- Better Off Dead
- Hot Resort
- Happy Together
- Listen to Me
- The Big Picture
- Good Burger
- Big Fat Liar

### TV-framträdanden
- Head of the Class
- Home Free
- All That
- Kenan & Kel
- The Amanda Show
- Zoey 101
- iCarly
- Sam & Cat

## Lista över tv-serier som involverar Dan Schneider som skapare eller producent
- All That
- Kenan & Kel
- Guys Like US
- The Amanda Show
- What I Like About You
- Drake & Josh
- Zoey 101
- Icarly
- Victorious
- Sam & Cat
- Henry Danger
- Game Shakers
- The Adventures of Kid Danger
- Icarly (2021)